# Morelia Open 2025
Il Morelia Open 2025 è stato un torneo maschile di tennis professionistico. È stata la 1ª edizione del torneo, facente parte della categoria Challenger 125 nell'ambito dell'ATP Challenger Tour 2025, con un montepremi di 200 000 $. Si è giocato dal 24 al 30 marzo 2025 sui campi in cemento del Club de Golf Tres Marías di Morelia, in Messico.

## Partecipanti

### Teste di serie
| Nazionalità | Giocatore              | Ranking* | Testa di serie |
| ----------- | ---------------------- | -------- | -------------- |
| Australia   | James Duckworth        | 95       | 1              |
| Stati Uniti | Christopher Eubanks    | 104      | 2              |
| Stati Uniti | Brandon Holt           | 116      | 3              |
| Argentina   | Thiago Agustín Tirante | 117      | 4              |
| Francia     | Adrian Mannarino       | 145      | 5              |
| Giappone    | Shintarō Mochizuki     | 155      | 6              |
| Canada      | Alexis Galarneau       | 159      | 7              |
| Argentina   | Juan Pablo Ficovich    | 162      | 8              |

* Ranking al 17 marzo 2025.

### Altri partecipanti
I seguenti giocatori hanno ricevuto una wild card per il tabellone principale:
- Alex Hernández
- Rodrigo Pacheco Méndez
- Alan Fernando Rubio Fierros

I seguenti giocatori sono entrati in tabellone come alternate:
- Murphy Cassone
- Dmitrij Popko
- Bernard Tomić
- Beibit Zhukayev

I seguenti giocatori sono passati dalle qualificazioni:
- Kiranpal Pannu
- Stefano Napolitano
- Alfredo Perez
- Elmar Ejupovic
- Tyler Zink
- Maximilian Neuchrist

## Punti e montepremi
| Torneo    | Torneo              | V      | F      | SF    | QF    | 2T    | 1T    | Q | Q2  | Q1  |
| Singolare | Punti               | 125    | 64     | 35    | 16    | 8     | 0     | 5 | 3   | 0   |
| Singolare | Premi in denaro ($) | 21 650 | 12 770 | 7 560 | 4 400 | 2 590 | 1 565 | – | 785 | 395 |
| Doppio    | Punti               | 125    | 64     | 35    | 16    | –     | 0     | – | –   | –   |
| Doppio    | Premi in denaro ($) | 9 350  | 5 440  | 3 250 | 1 930 | –     | 1,080 | – | –   | –   |

## Campioni

### Singolare
Dmitrij Popko ha sconfitto in finale  James Duckworth con il punteggio di 1–6, 6–2, 6–4.

### Doppio
Gonzalo Escobar /  Diego Hidalgo hanno sconfitto in finale  Marc-Andrea Hüsler /  Stefano Napolitano con il punteggio di 6–4, 4–6, [10–3].